# Alguien robó
«Alguien robó» es una canción grabada e interpretada por el cantante colombiano Sebastián Yatra junto al venezolano Nacho y el puertorriqueño Wisin, lanzada como sencillo el 9 de febrero de 2017 a través de Universal Music Latino, e incluida en el álbum de estudio debut de Yatra, Mantra. La canción está basada en los géneros reguetón y pop latino.

## Video musical
El video para «Alguien robó» fue estrenado el 9 de febrero de 2017 en el canal oficial de Sebastián Yatra en YouTube, fue dirigido por Daniel Durán y grabado en las ciudades de Miami, Florida y Bogotá, Colombia. El video, hasta junio de 2019 contaba con alrededor de 243 millones de visitas.